# Aemilia Paulla
Aemilia Paulla war im römischen Reich der Name der weiblichen Mitglieder der Patrizierfamilie Aemilius Paullus, eines Zweigs der Aemilier.
Aus diesen ragt vor allem Aemilia Paulla heraus, die Tochter des Lucius Aemilius Paullus, Konsul in den Jahren 219 und 216 v. Chr., Verlierer der Schlacht von Cannae, und Schwester des Lucius Aemilius Paullus Macedonicus, Konsul des Jahres 190 v. Chr., Sieger in der Schlacht von Pydna und Eroberer Makedoniens.
Sie war verheiratet mit Publius Cornelius Scipio Africanus († 183 v. Chr.), Konsul der Jahre 205 und 194 v. Chr., dem Feldherrn des Zweiten Punischen Kriegs und Sieger in der Schlacht von Zama. Ihre Kinder waren:
- Cornelia Maior, die Ehefrau von Publius Cornelius Scipio Nasica Corculum, Konsul 162 und 155 v. Chr., und Mutter von Publius Cornelius Scipio Nasica Serapio, Konsul 138 v. Chr.,
- Cornelia Africana († 100 v. Chr.), die Ehefrau von Tiberius Sempronius Gracchus dem Älteren (Konsul 177 und 163 v. Chr.) und Mutter von Tiberius Sempronius Gracchus und Gaius Sempronius Gracchus,
- Lucius Cornelius Scipio und Publius Cornelius Scipio, den beiden Praetoren des Jahres 174 v. Chr., von denen letzterer Publius Cornelius Scipio Aemilianus Africanus adoptierte, den römischen Feldherrn im Dritten Punischen Krieg, der Eroberer und Zerstörer Karthagos – den Sohn des Lucius Aemilius Paullus Macedonicus und damit auch Neffen Aemilia Paullas.

Aemilia Paulla soll gegenüber ihrem Gemahl, den sie überlebte, nachsichtig gewesen sein, beispielsweise sein Verhältnis mit einem Hausmädchen nicht publik gemacht haben, um ihn nicht öffentlich bloßzustellen; auch habe sie dieser Bediensteten nach dem Tod ihres Gatten die Freiheit geschenkt und sie mit einem Freigelassenen verheiratet. Titus Livius berichtet eine Episode zweifelhafter Historizität, laut der Aemilia ihrem Gemahl Vorwürfe gemacht habe, dass er der Verlobung seiner jüngeren Tochter Cornelia mit Tiberius Sempronius Gracchus bei einem Festessen mit anderen Senatoren im Kapitol zugestimmt hatte, ohne sie vorher zu konsultieren, auch wenn sie einräumte, dass diese Eheverbindung ihrer Tochter eine sehr vorteilhafte war.
Bei öffentlichen Auftritten liebte die über einen beträchtlichen Reichtum verfügende Aemilia Paulla es, Glanz und Prunk zu entfalten. Was an Schmuck, kostbaren Geräten und Dienerschaft dazu gehörte, schenkte nach ihrem Tod ihr Adoptivenkel Cornelius Scipio Aemilianus seiner Mutter Papiria, die sich dann wie Aemilia bei öffentlichen Feierlichkeiten mit viel Pomp präsentierte. Als auch Papiria verstorben war, vermachte Scipio ihr Vermögen seinen Schwestern.